# Seznam představitelů městské části Brno-Tuřany
Seznam představitelů městské části Brno-Tuřany.

## Starostové do roku 1945
- 1904 – , Tomáš Krejčí[1]
- 1911 – 1918, František Krejčí[2]

## Starostové a místostarostové po roce 1989
|                | starostové                    | starostové            | starostové                     | místostarostové               | místostarostové       | místostarostové                     |
| Volební období | Ve funkci                     | Jméno                 | Strana                         | Ve funkci                     | Jméno                 | Strana                              |
| I.             | listopad 1990 – listopad 1994 | Jan Medek             | Občanské fórum                 | listopad 1990 - prosinec 1992 | Lubomír Kovář         | Československá strana socialistická |
| I.             | listopad 1990 – listopad 1994 | Jan Medek             | Občanské fórum                 | leden 1993 - 19. 5. 1994      | MUDr. Pavel Němec     |                                     |
| I.             | listopad 1990 – listopad 1994 | Jan Medek             | Občanské fórum                 | červen 1994 - listopad 1997   | Ing. Jan Šnajdr       | ODS                                 |
| II.            | listopad 1994 – listopad 1997 | Jan Medek             | Sdružení nezávislých kandidátů | listopad 1994 - listopad 1997 | Ing. Jan Šnajdr       | ODS                                 |
| II.            | prosinec 1997 – 30. 11. 1998  | Ing. Jan Šnajdr       | ODS                            | prosinec 1997 - 30. 11. 1998  | Marie Stehlíková      | KDU-ČSL                             |
| III.           | 30. 11. 1998 – 19. 11. 2002   | Jan Havlík            | Sdružení nezávislých kandidátů | 30. 11. 1998 - 19. 11. 2002   | Marie Stehlíková      | KDU-ČSL                             |
| IV.            | 19. 11. 2002 – 8. 11. 2006    | Jan Havlík            | Nestraníci pro Moravu          | 19. 11. 2002 - 8. 11. 2006    | Marie Stehlíková      | KDU-ČSL                             |
| V.             | 8. 11. 2006 – 15. 11. 2010    | Ing. Miroslav Dorazil | ODS                            | 8. 11. 2006 - 15. 11. 2010    | Ing. Vlasta Hrdlíková | ODS                                 |
| VI.            | 15. 11. 2010 – 27. 11. 2014   | Bc. Aleš Jakubec      | ČSSD                           | 15. 11. 2010 - 27. 11. 2014   | Bc. Michal Krátký     | Sdružení nestraníků                 |
| VII.           | 27. 11. 2014 – 19. 11. 2018   | Radomír Vondra        | Žijeme zde                     | 27. 11. 2014 - 19. 11. 2018   | Ing. Miroslav Dorazil | ODS                                 |
| VIII.          | 19. 11. 2018 – 20. 10. 2022   | Radomír Vondra        | Žijeme zde                     | 19. 11. 2018 - 20. 10. 2022   | Ing. Miroslav Dorazil | ODS                                 |
| IX.            | 20. 10. 2022 - úřadující      | Radomír Vondra        | Žijeme zde                     | 20. 10. 2022 - úřadující      | Ing. Miroslav Dorazil | ODS                                 |